# .tz
‎.tz‏ دامنه اینترنتی کشور تانزانیا است.